# Sincosita
La sincosita es un mineral de la clase de los minerales fosfatos. Fue descubierta en 1922 en el distrito de Sincos de la provincia de Jauja, en el departamento de Junín (Perú), siendo nombrada así por esta localidad.

## Características químicas
Es un fosfato hidratado de calcio con aniones adicionales de vanadato.
Presenta una química y estructura análoga a la de los uranilo-fosfatos bandeados, pero con grupos funcionales vanadato en lugar de los grupos uranilo.

## Hábito cristalino
Los cristales son tabulares finos, cuadrados o rectangulares; normalmente con estrías paralelas y típicamente zonados. Pueden estar compuestos por muchas placas superpuestas en posición casi paralela.
Forma agregados en forma de roseta, crudamente radiados o en agregados escamosos. También en hábito botroidal a nodular masivo.

## Formación y yacimientos
En Sincos aparece en esquistos negros carbonáceos.
Los yacimientos más abundantes de este mineral se han encontrado en varios estados del oeste de Estados Unidos.
Suele encontrarse asociado a otros minerales como: yeso -en Perú- o minyulita -en Estados Unidos-.